# العربية للطيران الأردن
العربية للطيران الأردن هي شركة طيران أردنية منخفضة التكلفة وهي مشروع مشترك بين مجموعة رام للاستثمار والعربية للطيران.
كانت شركة العربية للطيران أعلنت في 8 يونيو 2010 عن نيتها إنشاء شركة طيران اقتصادي جديدة تابعة لها تسمى "العربية للطيران الأردن" بالشراكة مع مجموعة طنطش الأردنية، لكن أعلنت العربية للطيران عن استحواذها على نسبة 49٪ من أسهم شركة طيران البتراء الأردنية في يناير 2015، واحتفظت مجموعة رام للاستثمار، المساهم الرئيس قي طيران البتراء بنسبة 51٪ من الأسهم، وغيرت العلامة التجارية للشركة إلى العربية للطيران الأردن في مطلع عام 2015.
أنهت العربية للطيران الأردن خدماتها المجدولة وتحولت إلى التأجير في نوفمبر 2017. أعلنت العربية للطيران الأردن مع بداية أبريل 2018 عن توقف جميع عملياتها ورحلاتها التجارية بسبب خلافات مالية.

## الوجهات
مصر
- شرم الشيخ - مطار شرم الشيخ الدولي

جورجيا
- تبليسي - مطار تبليسي الدولي

الأردن
- عمان - مطار الملكة علياء الدولي محور

الكويت
- مطار الكويت الدولي[10]

السعودية للطيران
- الدمام - مطار الملك فهد الدولي
- جدة - مطار الملك عبد العزيز الدولي
- الرياض - مطار الملك خالد الدولي[11][12]

تركيا
- إسطنبول - مطار صبيحة كوكجن الدولي

## الأسطول
تألف أسطول العربية للطيران الأردن من الطائرات التالية (اعتبارا من أغسطس 2017):